# Ivana Lotito
Ivana Lotito (Manfredonia, 19 de julho de 1983) é uma atriz italiana.

## Biografia
Ivana nasceu em Manfredonia, de mãe originária de Manfredonia e pai de Corato, provinicia de Bari. Ė uma atriz de teatro, cinema e televisão. Passou sua infância em Corato, onde frequentou escolas e aulas de do teatro. Depois do colegial, mudou-se para Roma onde frequentou o Centro Sperimentale.
A fama do grande público veio em 2010 com a participação na série de TV Terra Ribbelle.. Em 2011 ao lado de Raul Bova interpreta Lidia na minissérie  Ultimo:L'occhio del falco

## Cimema
- 2010 - Hotel Meina[1] (estrelou o filme, dirigido por Carlo Lizzani)

### Televisão
- 2006 - A volte verso sera (estrelou)
- 2007 - Il coraggio di Angela[1] (minissérie de televisão, transmitido pela Rai Uno
- 2009 - Terra Ribbelle[1] (série de TV, dirigido por Cinzia Th Torrini)
- 2011 - L'occhio del falco.[1][2] (minissérie do Canale 5).

### Web série
- 2012 - Stuck[1][2]